# Talutage en gradin

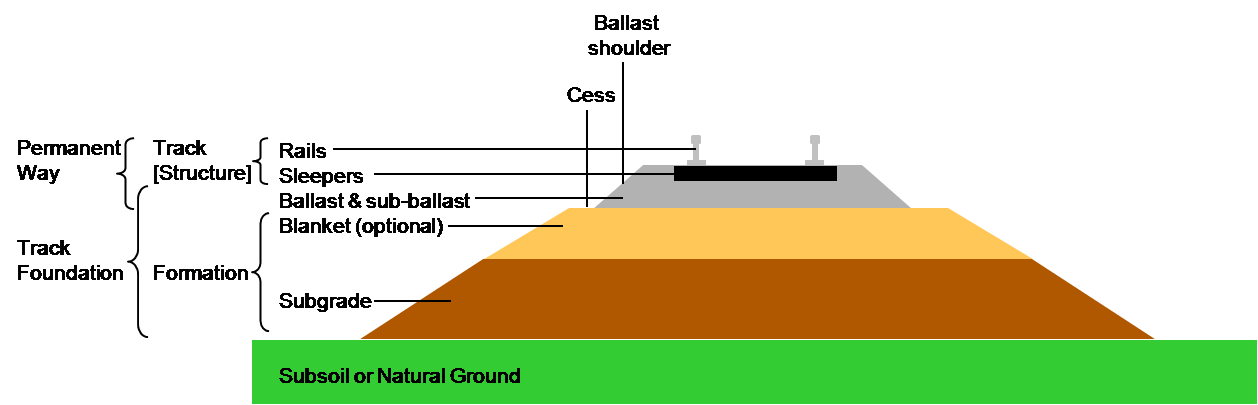
Section à travers la voie ferrée et fondation montrant les sous-couches.

Le talutage en gradin (en anglais grading) en génie civil et en construction architecturale paysagère est le travail qui consiste à assurer une base de niveau, ou une base avec une pente spécifiée, pour des ouvrages de construction tels que fondation, couche de base pour une route ou une voie ferrée, des aménagements de paysage et de jardin, ou un drainage de surface. Les travaux de terrassement créés à cette fin sont souvent appelés en anglais sub-grade or finished contouring.

## Transport
Dans le cas des routes en gravier et des travaux de terrassement à certaines fins, le classement ne se limite pas à la base, mais à la couverture et à la surface de la construction finie.

## Procédé

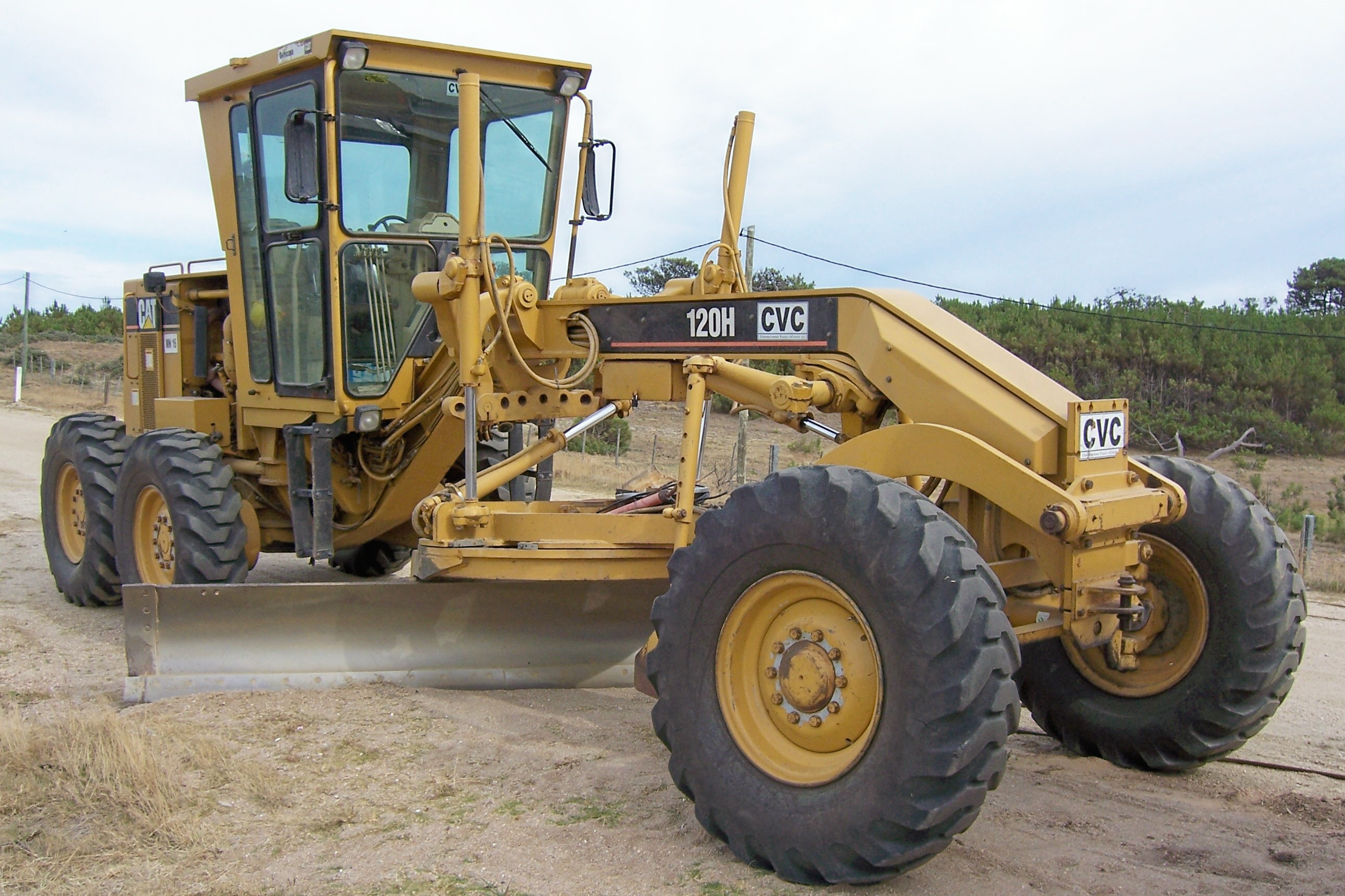
Niveleuse moderne.

On se sert souvent de machinerie lourde comme les bulldozers et les excavatrices pour préparer grossièrement une zone et ensuite utiliser une niveleuse pour une finition plus fine.

## Conception environnementale
Dans le domaine de la conception environnementale, le talutage en gradin sont des composants de spécifications et de construction dans les projets d'aménagement paysager, d'architecture paysagère et d'architecture. Il est utilisé pour les bâtiments ou les aménagements extérieurs en ce qui concerne les fondations et les semelles, le terrassement et la stabilisation des talus, le remodelage esthétique et le drainage des eaux de ruissellement des eaux pluviales et des écoulements domestiques ou d'irrigation.